# Valea Cășeielului, Cluj
Valea Cășeielului este un sat în comuna Chiuiești din județul Cluj, Transilvania, România.

## Lăcașuri de cult
- Mănăstirea „Înălțarea Sfintei Cruci"
- Biserica de lemn din Valea Cășeielului (monument istoric)

## Galerie de imagini

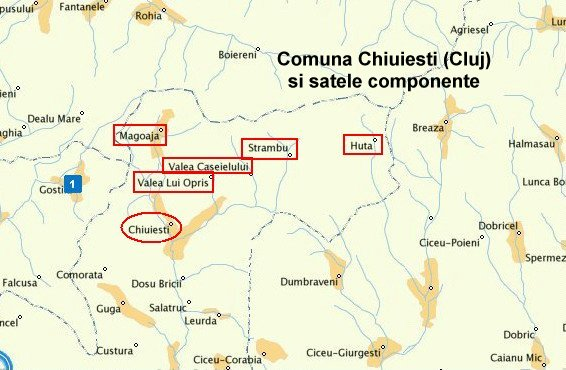
Comuna Chiuieşti și satele componente